# Діти кукурудзи 666: Айзек повернувся
Діти кукурудзи 666: Айзек повернувся (англ. Children of the Corn 666: Isaac's Return) — американський фільм жахів 1999 року режисера Карі Скогленд. Шоста частина циклу «Діти кукурудзи».

## Сюжет
Після закінчення коледжу, молода дівчина Ханна Мартін вирішила розшукати свою справжню матір. Єдине що вона знає — це назва маленького містечка, де народилася. Прийомні батьки все життя оберігали дівчину від чогось таємничого і непізнаного. Недовго думаючи, дівчина приїхала в це містечко і почала розшукувати сліди своєї матері. Місцеві жителі здалися Ханні, м'яко кажучи, дивними, в принципі не даючи конкретних відповідей.
А в цей час, починає відроджуватися кривавий культ кукурудзи, з людськими жертвопринесеннями. Пророком цього культу був якийсь Айзек, який вже багато років знаходиться в коматозному стані, в місцевій лікарні. Нічого не дізнавшись про матір, Ханна вирішила відвідати лікарню і подивитися на цю людину, якого всі дуже бояться. Як тільки дівчина зайшла в палату, Айзек вийшов з коми, після чого почалося творитися страшне зло. Адже це сам диявол з містичним числом 666. Дівчина розуміє, що щось негаразд з цим містом, і вона хоче швидше виїхати, проте у Айзека свої плани на дівчину.

## У ролях
- Наталі Ремсі — Ханна Мартін
- Ненсі Аллен — Рейчел Колбі
- Пол Попович — Гебрієль
- Джон Франклін — Айзек
- Алікс Коромзей — Кора
- Джон Патрік Вайт — Метт
- Натан Бекстон — Джессі
- Вільям Праель — Джейк
- Сідні Беннетт — Морган
- Стейсі Кіч — доктор Міхельс
- Гарі Баллок — Захаріан